# Val di Sole
La Val di Sole (Sulzberg o Sulztal en alemany; Val de Sól en ladí) és una vall del Trentino a Itàlia.
El nom no té cap relació amb el Sol o antics cultes solars. L'etimologia del nom Sole ve probablement de la deessa cèltica de l'aigua Sulis que els Romans van anomenar Minerva. Avui en dia encara existeixen aigües termals a la vall, a Peio i a Rabbi.

## Municipis
| Municipi               | Frazzioni | Habitants | Superfície (km²) |
| ---------------------- | --- | --------- | ---------------- |
| Cavizzana (Chjavizana) | - | 257       | 3                |
| Caldes (Chjaudes)      | Bozzana (Bociànå), Bordiana (Bordiànå), Samoclevo (Samocléf), San Giacomo (San Giacom), Cassana (Chjasana), Tozzaga (Tozzaghja)                   | 1.087     | 20               |
| Terzolas (Tergiolas)   | - | 612       | 5                |
| Malè                   | Bolentina (Bolentìnå), Montes (Montés), Magras (Magràs), Arnago (Dernàch)                                                                         | 2.122     | 26               |
| Rabbi (Rabj)           | Bagni di Rabbi (Le Àque da Rabi), Piazzola (Plazölå), Pracorno (Pracòrn), S. Bernardo (San Bernàrt)                                               | 1.390     | 132              |
| Croviana               | - | 698       | 5                |
| Dimaro Folgarida       | Dimaro (Dimàr), Carciato (Carcià), Folgarida (Folgàridå), Monclassico (Moclàsech), Presson                                                        | 2.206     | 37               |
| Commezzadura           | Almazzago (Delmazàch), Daolàsa, Costa Rotian, Deggiano (Degjàn), Mastellina (Mastalìna), Mestriago (Mestriàch), Piano (Plàn)                      | 1.002     | 22               |
| Mezzana (Mezànå)       | Marilleva, Menàs, Ortisé, Roncio (Ronc) | 876       | 27               |
| Pellizzano (Pliciàn)   | Castello (Castél), Termenago (Tremenàch), Fazzón                                                                                                  | 860       | 39               |
| Ossana (Osànå)         | Cusiano (Cusiàn), Fucine (Le Fosine) | 848       | 25               |
| Peio (Péi)             | Celentino (Cialantin), Strombiano (Strombiàn), Celledizzo (Cialadic'), Cogolo (Cógol), Comasine (Comàsen), Peio Paese (Pèi), Peio Fonti (Le Aque) | 1.886     | 160              |
| Vermiglio (Verméi)     | Pizzàno (Pizàn), Fraviàno (Fraiàn), Cortina, Stavél, Velon, Passo del Tonale (El Tonal)                                                           | 1.866     | 103              |